# Споровское
Спо́ровское (бел. Спо́раўскае) — озеро на границе Березовского района и Дрогичинского района Брестской области Белоруссии. Относится к бассейну реки Ясельда, протекающей через озеро.

## Общие сведения
Озеро находится в 26 км к юго-востоку от города Берёзы, около деревни Спорово, недалеко от Споровских болот.
Площадь зеркала составляет 11,1 км². Длина — 5,5 км, наибольшая ширина — 3 км, длина береговой линии — 19,2 км. Наибольшая глубина — 1,5 м, средняя — 0,9 м. Объём воды в озере — 10,78 млн м³. Площадь водосбора — 3030 км².

## Морфология
Котловина вытянута с юго-запада на северо-восток и состоит из двух плёсов. Склоны котловины низкие, заболоченные, частично поросшие кустарником. Высота северо-западных склонов местами достигает 5 м. Береговая линия извилистая. Берега торфянистые, заболоченные, на севере песчаные. Озеро окружено обширной болотистой поймой.
Мелководье обширное. Дно до глубины 0,5—0,7 м песчаное. Центральная часть ложа выстлана кремнезёмистым сапропелем мощностью до 4 м. Присутствует несколько отмелей, во время сезонных понижений уровня воды превращающихся в острова.

## Гидрология
Минерализация воды достигает 200 мг/л, прозрачность — 0,5 м, цветность — 80°. Водоём подвержен эвтрофикации.
Ледяной покров держится с первой декады декабря до конца марта. Годовые колебания уровня воды составляют 1—1,5 м.
Через Споровское озеро протекает река Ясельда. Впадает река Плёса и несколько канализованных ручьёв, образующих систему мелиорационных каналов. Через мелиорационную систему водоём соединяется с озером Чёрное.

## Флора и фауна
Озеро существенно зарастает подводной растительностью, преимущественно харовыми водорослями. Надводная растительность (тростник, камыш, рдест) образует полосу шириной 150—200 м (местами до 500 м), доходящую до глубины 0,5 м. Рядом с озером произрастает венерин башмачок — редкое растение, занесённое в Красную книгу Республики Беларусь.
В водоёме обитают окунь, плотва, щука, линь, карась, сазан, лещ, густера, налим, язь, краснопёрка.
Прибрежная фауна представлена 20 видами млекопитающих, 112 видами птиц (из которых 17 занесены в Красную книгу), 6 видами рептилий, 8 видами амфибий.
Споровское озеро — самое крупное в Европе местообитание вертлявой камышовки (Acrocephalus paludicola). На озере гнездится гоголь обыкновенный — редкий вид птиц, занесённый в Красную книгу Республики Беларусь.

## Охрана природы
Озеро входит в состав Споровского заказника. Гидрологическое наблюдение ведётся с 1928 года.
Разбивка туристических лагерей на прилегающей территории разрешена только на специально отведённых площадках. Организовано платное любительское рыболовство.